# Timarcha corinthia
Timarcha corinthia is een keversoort uit de familie bladkevers (Chrysomelidae). De wetenschappelijke naam van de soort werd in 1873 gepubliceerd door Léon Marc Herminie Fairmaire.